# Ghali Belkecir
Ghali Belkecir est un militaire et homme politique algérien. Proche d'Ahmed Gaïd Salah, il est commandant de la Gendarmerie nationale algérienne de juillet 2018 à juillet 2019. Après son limogeage, il se réfugie en Europe. En Algérie, il est condamné par contumace à de la prison.  

## Biographie
À partir de 2013, Ghali Belkecir se rapproche du chef d'État-Major au sein de l'Armée nationale populaire Ahmed Gaïd Salah, par l'intermédiaire de Guermit Bounouira bras droit de Gaïd Salah.
En 2017, Ghali Belkecir est nommé chef d'état-major du commandement de la Gendarmerie nationale algérienne. Il est mis en place à ce poste par le général-major Menad Nouba. Puis, en juillet 2018, il est désigné par le président de la République algérienne, Abdelaziz Bouteflika, comme le commandant de la Gendarmerie nationale algérienne.
En 2018, Ghali Belkecir gère directement avec ses services une affaire de trafic de cocaïne, celle-ci conduit à la neutralisation de deux généraux de l'armée algérienne, Habib Chentouf et Said Bey, hostiles à Ahmed Gaïd Salah. Dans cette affaire, le fils du président Abdelmadjid Tebboune et Kamel Chikhi sont impliqués selon le journaliste Nicolas Beau.
En juillet 2019, pendant les manifestations du Hirak, il est limogé de son poste de commandant de la Gendarmerie nationale algérienne. Il est poursuivi et quatre mandats internationaux sont délivrés à son encontre par le tribunal militaire de Blida pour corruption et enrichissement illégal,.
Après cette éviction, il se réfugie à l'étranger, il s'installe un temps en Espagne en compagnie de sa femme. The Guardian mentionne, en 2021, que Ghali Belkecir a acheté la citoyenneté du Vanuatu et ainsi obtenu un passeport lui permettant de voyager en particulier dans l'Union européenne et au Royaume-Uni sans solliciter de visa. Cette démarche prend environ un mois pour un coût de 130 000 dollars,.
En juillet 2020, le général-major Abdelghani Hamel le cite devant la Cour d’Alger : « Je suis victime d’une lutte de clans à laquelle je suis étranger, de jalousie… Ce que le terrorisme ne m’a pas fait, Belkecir l’a fait. Aujourd’hui, il mène la belle vie en Espagne où il a demandé l’asile politique et moi et mes enfants, nous payons ».
Ghali Belkecir est condamné par contumace, en 2022, à la prison à vie et un mandat d’arrêt international est délivré à son encontre,. En 2024, Ghali Belkecir est démis de son grade de général et se retrouve « djoundi », simple soldat de l'armée.

## Famille
Son fils Da Belksir Rafik Bahaeddine est condamné, en 2023, à 10 ans de prison pour délit financier avec également un mandat d’arrêt international à son encontre. À ses côtés, Abdelkader Zoukh wali de la ville d'Alger est aussi condamné,,.